# Горчаков, Павел Александрович
Павел Александрович Горчаков (род. 18 декабря 1957, д. Кумбисер, Никольский район, Вологодская область, РСФСР, СССР) — советский и российский деятель органов внутренних дел. Депутат Законодательного собрания Вологодской области с 27 сентября 2016.
Начальник Управления МВД России по Вологодской области с января 2002 по апрель 2011. Начальник Управления МВД России по Архангельской области с апреля 2011 по 3 июня 2013. Генерал-майор полиции.

## Биография
Родился 18 декабря 1957 в деревне Кумбисер Никольского района Вологодской области.
После окончания средней школы в 1975 работал в совхозе «Никольский».
C мая 1976 по май 1978 проходил срочную службу в рядах Вооружённых сил СССР, в морской пехоте Северного флота ВМФ СССР.
C сентября 1978 по август 1982 проходил обучение в Минской высшей школе МВД СССР.
В августе 1982 назначен на должность инспектора уголовного розыска отдела внутренних дел Вологодского райисполкома. Проходил службу на должностях участкового инспектора милиции, старшего инспектора, старшего оперуполномоченного ОУР, заместителя начальника ОУР Советского РОВД города Вологды, начальника ОУР УВД Вологодского горисполкома.
С 1990 по август 1992 проходил обучение в Академии МВД СССР.
В августе 1992 возглавил отдел внутренних дел Никольского района.
В марте 1999 назначен на должность заместителя начальника управления — начальника милиции общественной безопасности УВД Вологодской области.
С марта по май 2000 возглавлял мобильный отряд объединённой группировки «Восток» МВД России по обеспечению правопорядка в Республике Дагестан и Чеченской Республике, имея в подчинении 102 сводных отряда милиции, подразделения СОБР и ОМОН, общей численностью порядка 7 тысяч человек.
С января 2002 по апрель 2011 — начальник Управления внутренних дел Вологодской области.
В период 2001—2010 неоднократно выезжал в служебные командировки во временный отдел внутренних дел Ленинского района города Грозного Чеченской Республики, где несли службу сотрудники УВД Вологодской области. Лично принимал участие в боестолкновениях с членами незаконных вооружённых формирований на территории Северо-Кавказского региона, выполнял служебно-боевые задачи в рамках проведения контртерорристической операции.
С апреля 2011 по 3 июня 2013 — начальник Управления МВД России по Архангельской области.
В июле 2016 был зарегистрирован кандидатом в депутаты на выборах в заксобрание Вологодской области от партии «Единая Россия» по Никольскому одномандатному избирательному округу № 15 (Никольский район). На состоявшихся 18 сентября 2016 выборах получил 55 % голосов и был избран депутатом Законодательного собрания Вологодской области сроком на 5 лет. На организационной сессии избран председателем постоянного комитета Законодательного собрания области по регламенту и депутатской деятельности. Член депутатской фракции партии «Единая Россия».
В октябре 2019 в Никольске Горчаков открыл памятную доску, посвященную самому себе как инициатору строительства здания ОВД.

## Семья
Женат, имеет двух детей.

## Награды
Государственные
- Медаль ордена «За заслуги перед Отечеством» II степени (26 апреля 2001)
- Медаль «За отличие в охране общественного порядка» (31 января 2002)

Ведомственные
- Медаль «За безупречную службу» I и II  степеней
- Нагрудный знак «Почётный сотрудник МВД»
- Именное оружие — пистолет Макарова — за мужество и самоотверженность, проявленные при выполнении служебного долга